# Evergestis unimacula
Evergestis unimacula is een vlinder uit de familie van de grasmotten (Crambidae). De wetenschappelijke naam van de soort is voor het eerst in 1867 gepubliceerd door Augustus Radcliffe Grote en Coleman Townsend Robinson .
De soort komt voor in Canada (Ontario) en de Verenigde Staten.